# Peter Seiler (Kunsthistoriker)
Peter Seiler (* 1955) ist ein deutscher Kunsthistoriker. Er forscht insbesondere zu Bildkünsten des Mittelalters und der Frühen Neuzeit, der Kunsttheorie, Antikenrezeption sowie Bildkritik. 
Von 1976 bis 1982 studierte er Kunstgeschichte, Italianistik und Ethnologie an der Universität Heidelberg. Danach war er von 1983 bis 1990 wissenschaftlicher Angestellter an der Bibliotheca Hertziana in Rom (Max-Planck-Institut). Währenddessen wurde er 1989 in Heidelberg zum Thema Mittelalterliche Reitermonumente in Italien. Studien zu personalen Monumentsetzungen in den italienischen Kommunen und Signorien des 13. und 14. Jahrhunderts promoviert. Seine Habilitationsschrift Der Braunschweiger Burglöwe als Gegenstand einer historisch-kritischen Ikonologie. Problemanalysen und Interpretationsansätze legte Peter Seiler 2001 an der Freien Universität Berlin vor. 
Seit 2017 leitet er das Projekt Bildkritik und pragmatische Bildkultur im europäischen Mittelalter: Die Libri Carolini und die karolingische Bildkunst an der Humboldt-Universität zu Berlin, wo er im selben Jahr zum außerplanmäßigen Professor am Institut für Kunst- und Bildgeschichte ernannt wurde.